# تفتيت

التفتيت في العلوم الطبيعية والعلوم التطبيقية إنقاص متوسط حجم جزيئات المواد الصلبة.

## عمليات تفتيت
- Crushing هرس
- Grinding طحن
- Cutting تقطيع
- Vibrating اهتزاز

وغيرها

## التطبيقات
- في علم الإراضة، يحدث التفتت طبيعيا أثناء تصدع أعلى طبقات القشرة الأرضية.
- في الصناعة، تُعَدّ من العمليات الصناعية «الأحادية» الهامة في معالجة المعادن والمواد الخزفية والإلكترونيات والمجالات الأخرى، وتُنجز في المطاحن.
- في طب الأسنان، يكون التفتيت بمضغ الطعام.
- في الطب العام، يُعد التفتت أحد أشد أنواع كسر العظم.